# Ragnar Klavan
Ragnar Klavan (* 30. října 1985, Viljandi, Estonská sovětská socialistická republika, SSSR) je estonský fotbalový obránce a reprezentant, v současnosti působí v klubu Cagliari Calcio. Hraje na postu stopera (středního obránce). Za estonskou reprezentaci odehrál více než 100 utkání.
V letech 2012, 2014 a 2015 byl zvolen v Estonsku fotbalistou roku.

## Klubová kariéra
- FC Elva (mládež)
- FC Elva 2001
- Viljandi JK Tulevik 2002–2003
- FC Flora Tallinn 2003–2005
- →  Vålerenga IF (hostování) 2004–2005
- Heracles Almelo 2005–2009
- →  AZ Alkmaar 2009
- AZ Alkmaar 2009–2012
- FC Augsburg 2012–2016
- Liverpool FC 2016–2018[2]
- Cagliari Calcio 2018–*

## Reprezentační kariéra
V A-mužstvu Estonska debutoval 3. 7. 2003 ve Valze na turnaji Baltica Cup v utkání proti reprezentaci Litvy, které skončilo porážkou Estonska 1:5.